# ایستگاه متروی ابن‌سینا
ایستگاه متروی ابن‌سینا، یکی از ایستگاه‌های خط ۴ متروی تهران است که در خیابان پیروزی (تقاطع بزرگراه امام علی و خیابان پیروزی) واقع شده‌است.
این ایستگاه در ۵ شهریور ۱۳۹۰ توسط شهردار تهران قالیباف بهره‌برداری شد.
مساحت فضای سرپوشیدهٔ این ایستگاه ۵۵۰۰ مترمربع و مساحت فضای باز آن ۹۲ مترمربع است.
نام این ایستگاه در تاریخ دهم اردیبهشت ۱۳۹۶ از شیخ الرئیس به ابن سینا تغییر پیدا کرد.